# Bärenreiter Praha
Bärenreiter Praha s.r.o. je česká pobočka německého hudebního vydavatelství Bärenreiter v Kasselu. Sídlí na adrese náměstí Jiřího z Poděbrad 112/19, Praha 3-Vinohrady.

## Historie
Orbis, Supraphon
Počátky hudebního vydavatelství sahají do 40. let 20. století, kdy bylo po komunistickém puči v roce 1948 znárodněno množství soukromých vydavatelství a nakladatelství a sloučeno do jediného státního podniku Orbis. Od roku 1967 společnost existovala pod názvem Supraphon.
V roce 1991 po pádu komunistického režimu došlo k privatizaci, jejímž výsledkem byl vznik svou samostatných podniků: Supraphon, coby výrobce hudebních nosičů a Editio Supraphon – vydavatelství tradičně specializovaného na tisk notového materiálu a hudební literatury, v jehož vlastnictví přešel rozsáhlý notový a knižní archiv z někdejšího státního podniku Supraphon do vlastnictví budoucí firmy Bärenreiter Praha.
Bärenreiter
Po dokončení vleklé privatizace vydavatelství Editio Supraphon získala německá skupina Bärenreiter-Verlag (Kassel). Spolupráce obou vydavatelství ovšem existovala již dříve: práce na společném kritickém vydání souborného díla Leoše Janáčka započalo již v roce 1978. Roku 1999 se nakonec české vydavatelství stalo členem skupiny Bärenreiter. Stěžejní činností pražské pobočky je především publikace děl českých hudebních skladatelů.
Produkce vydavatelství Bärenreiter Praha zahrnuje vývoj hudby od dob středověku po současnost. Klasická díla koncertního repertoáru se objevují také v podobě hudebně-pedagogických prací, des gleichen Ausgaben mit zeitgenössischer hudby a hudební literatury. V souladu s edičním plánem mateřské firmy se pražský Bärenreiter specializuje na vydávání v původním jazyce. Značnou část produkce určené pro český trh tvoří hudebně-pedagogické tituly. Pražská pobočka čítající 25 pracovníků vydává vlastní tituly a je současně exkluzivním dodavatelem produktů skupiny Bärenreiter pro Střední a Východní Evropu včetně Ruska.

## Půjčovna
Oddělení půjčovny nabízí hudební a další materiálny pro koncertní a scénické produkce, a to jak z vlastní produkce, tak od dalších vydavatelství (Alkor-Edition Kassel, Boosey & Hawkes, Bote & Bock, DSCH Publishers ad.).